# Franz von Liebieg
Franz von Liebieg (6. ledna 1799 Broumov, Hradecký kraj, České království – 13. září 1878 Bad Vöslau, Dolní Rakousy) byl česko-německý průmyslník.

## Život
Franz byl synem soukenického mistra Adama Franze Thomase Liebiega († 1811). Narodil se v obci na předměstí východočeského Broumova.
Vyučil se obchodníkem v Broumově a v Praze. V roce 1825 založil se svým mladším bratrem Johannem Liebiegem v Liberci obchodní podnik s látkami pod názvem „Gebrüder Liebieg“ na Altstädterplatz č. 10. Franz měl na starosti prodej a jeho bratr Johann Liebig se staral o výběr a nákup zboží. Během dvou let si vydělali tehdy značnou částku 1 000 tolarů.
V roce 1828 koupili Franz a Johann Liebigovi od firmy Ballabene & Co. přádelnu na bavlnu a ovčí vlnu poblíž Liberce, kterou založil v roce 1806 tehdejší majitel panství jako barvírnu červené příze, hrabě Kristián Kryštof z Clam-Gallasu.
V roce 1833 se bratři Franz a Johann Liebigovi rozešli a každý z nich si založil vlastní textilní podnik v Liberci a okolí. Franz v roce 1833 založil v Liberci továrnu na vlněné zboží pod názvem „Franz Liebig“. V roce 1843 získal poblíž Liberce továrnu na tisk látek s 300 zaměstnanci. Potištěné látky se vyvážely až do Mexika a na Blízký východ. Provozoval také továrnu na zpracování ovčí vlny, výrobu rozšířil o mechanickou přádelnu a jako jeden z prvních v Rakousku-Uhersku začal vyrábět syntetickou vlnu. Svého času tento podnik zaměstnával až 2 500 lidí. V roce 1860 založil v Boleslavi u Černous prádelnu na prádlo a přízi.
Franz von Liebieg byl spoluzakladatelem libercké spořitelny, pro své zaměstnance zřizoval sociální zařízení, podporoval školy, kostely a charitativní organizace. Založil také nadace pro město Liberec, kterému věnoval značné peněžní dary. Za své zásluhy byl v roce 1872 povýšen do dědičného rakouského šlechtického stavu.
Zánik Rakousko-Uherska a založení Československa v roce 1918 způsobily inflaci v roce 1923. Následná hospodářská krize v letech 1929 a 1930 vedla k masové nezaměstnanosti v severních Čechách. Obchodní omezení zavedená československou vládou dále vedla ke ztrátě zahraničních odběratelů textilního zboží. Liebiegovy továrny se potýkaly s vážnými finančními potížemi a částečně byly uzavřeny. Masová nezaměstnanost a nevyřešené napětí mezi sudetskými Němci a českým obyvatelstvem a jejich vůdčími elitami připravily cestu k dalším politickým otřesům, které vyvolala Mnichovská dohoda z roku 1938 a konec války v roce 1945.

### Rodina
Franz Liebieg měl tři syny:
- Franz Freiherr von Liebieg (1827–1886), od roku 1883 rakouský baron, v roce 1845 nastoupil k otcově firmě a sídlo přemístil do Vídně. Ve svém rodném Liberci působil jako místopředseda Obchodní a průmyslové komory, v letech 1866 až 1871 jako poslanec českého zemského sněmu v Praze a v letech 1869, 1870 a 1873 až 1880 jako poslanec Říšské rady. Zemřel bezdětný a městu Liberec odkázal 100 000 zlatých na výstavbu radnice.
- Ferdinand Ritter von Liebieg (1836–1873) vstoupil do firmy svého otce v roce 1858 a v roce 1872 se stal jejím společníkem.
- Ludwig Ritter von Liebieg (1846–1909) v roce 1867 nastoupil do otcovy firmy, v roce 1878 se stal jejím ředitelem a v letech 1886 až 1909 byl jediným vlastníkem. Jeho manželka, Anna Freifrau von Liebieg, rozená Knollová (1855–1926), změnila v roce 1909 právní formu skupiny na akciovou společnost a v roce 1916 byla povýšena na Freifrau von Liebieg.